# Epilohmannia ovalis
Epilohmannia ovalis är en kvalsterart som beskrevs av Berlese 1916. Epilohmannia ovalis ingår i släktet Epilohmannia och familjen Epilohmanniidae. Inga underarter finns listade i Catalogue of Life.